# Leon Neil Cooper
Leon Neil Cooper (New York City, 28. veljače 1930. – Providence, 23. listopada 2024.) bio je  američki fizičar. Diplomirao (1951.) i doktorirao (1954.) na Sveučilištu Columbia, New York City, SAD. Bio je zaposlen na Sveučilištu Brown u Providenceu (od 1958.). John Bardeen, Leon Neil Cooper i John Robert Schrieffer dijelili su Nobelovu nagradu za fiziku 1972. za razvoj teorije supravodljivosti poznate pod nazivom BCS-teorija. Po njemu su nazvani i Cooperovi parovi (parovi elektrona u kristalnoj rešetki na niskim temperaturama).

## Životopis
Cooper je završio  Bronx High School of Science 1947. i primio sveučilišni naslov iz humanističkih znanosti 1951. Magistrirao je 1953. godine, a doktorirao 1954. na Columbia University. Proveo je godinu u institutu za napredna istraživanja i predavao na University of Illinois i Ohio State University prije odlaska na Brown University 1958. Dio je American Physical Society, American Academy of Arts and Sciences, a član je National Academy of Sciences, American Philosophical Society, American Association for the Advancement of Science, suradnik Neurosciences Research Program. Bio je suradnik Alfreda Sloana od 1959. do 1966. Provodio je istraživanja za razne institucije, uključujući institut za napredna istraživanja, Europsku organizaciju za nuklearna istraživanja (CERN) u Ženevi.
Osim Nobelove nagrade, Cooper je osvoji i Comstock Prize (s Dr. Schriefferom) od National Academy of Sciences; Award of Excellence, Graduate Faculties Alumni of Columbia University i Descartes Medal, Academie de Paris, Université René Descartes i John Jay Award of Columbia College. Nagrađen je i s nekoliko počasnih doktorata. Mnoge tiskovine, uključujući i internetsku stranicu Nobelove nagrade, nazivaju Coopera "Leon Neil Cooper". No, srednji inicijal N ne zamjenjuje Neil, niti ijedno drugo ime. Točna formulacija imena je tako "Leon N Cooper", bez točke za kratice. Prema njegovoj obitelji, "N" stoji umjesto imena Nathan.[nedostaje izvor]

### Supravodljivost
Supravodljivost je stanje pojedinih tvari koje se na niskim temperaturama očituje u nestanku njihova električnoga otpora, prolasku električne struje kroz tanku izolatorsku barijeru unutar njih bez električnoga otpora (Josephsonov učinak - Brian Josephson) i lebdenju magneta iznad njihove površine (Meissnerov učinak - Walther Meissner). Supravodǉivost je kvantnomehanička pojava i ne može se objasniti klasičnom fizikom. Tipično nastaje u nekim materijalima na jako niskim temperaturama (nižim od -200 °C).

#### BCS-teorija
BCS-teorija ili Bardeen-Cooper-Schriefferova teorija je prva mikroskopska teorija supravodljivosti (1957.). Polazi od pretpostavke da na vrlo niskim temperaturama u kristalnoj rešetki supravodiča privlačno međudjelovanje elektron–rešetka–elektron nadjačava odbojnu električnu silu među elektronima, tj. da elektroni pri prolasku kroz rešetku privlače njezine ione, što rezultira povećanjem gustoće pozitivnog naboja u tom području i, dok se rešetka ne vrati u ravnotežno stanje, privlači druge elektrone. U takvim uvjetima elektroni kojima su spinovi i količine gibanje suprotni gibaju se u parovima (Cooperovi parovi), a svaki par elektrona na međusobnoj udaljenosti od približno 100 nm giba se kroz kristalnu rešetku bez gubitka energije i može tunelirati kroz izolatorsku barijeru. Porastom temperature atomi rešetke sve jače titraju, iznad kritične temperature razdvajaju elektronske parove, elektroni se više ne mogu gibati bez gubitaka i pojavljuje se električni otpor. Za razvoj BCS-teorije John Bardeen, Leon Neil Cooper i John Robert Schrieffer dobili su Nobelovu nagradu za fiziku 1972.

## Nagrade i dostignuća
- Nobelova nagrada za fiziku
- Comstock Prize (s Dr. Schriefferom)
- Award of Excellence
- Descartes medalja
- John Jay Award
- Université René Descartes
- Sedam počasnih doktorata

## Vanjske poveznice
- Nobel Citation